# ボディ・スペシャルII
「ボディ・スペシャル II (BODY SPECIAL)」（ボディ・スペシャル・ツー）は、サザンオールスターズの楽曲。自身の17作目のシングルとして、Invitationから7インチレコードで1983年3月5日に発売された。
1988年6月25日と1998年2月11日に8cmCDとして、2005年6月25日には12cmCDで再発売されている。2014年12月17日からはダウンロード配信、2019年12月20日からはストリーミング配信が開始されている。

## 背景・リリース
本作は自身の作品としては最後となるInvitationからの発売であり、次作からは1983年6月に設立し、現在まで自身専用レーベルであるタイシタレーベルからの発売となっている。

## アートワーク
本作のジャケットは女性の胸（上半身ヌード）をそのまま載せたかなり過激なものであった。それゆえ桑田は後年に「ひどい」「（コンプライアンスや規制が強化されている）いまじゃ確実に出せないでしょう」と評している。

## チャート成績
1983年5月23日付のオリコン週間ランキングで最高10位を獲得した。2005年に12cmCD盤として再発売した際には2005年7月4日付のチャートで44作品中最も高順位である18位を記録。
本作のオリコンによる登場週数は34週である。

## 収録曲
- 収録時間：7:16

1. ボディ・スペシャル II (BODY SPECIAL) (3:38)
（作詞・作曲：桑田佳祐 / 編曲：サザンオールスターズ / 管編曲：新田一郎）
歌詞の内容もジャケットと同様にエロティックなものである。
2. ボディ・スペシャル I (BODY SPECIAL) (3:37)
（作詞・作曲：原由子 / 編曲：サザンオールスターズ / 管編曲：新田一郎）
サザンが三宅裕司、小倉久寛らと出演したコントバラエティ番組『サザンの勝手にナイトあっ!う○こついてる』オープニングテーマ。
歌詞カードに歌詞の記載はないもののシングル盤には作詞者のクレジットがある。

## 参加ミュージシャン
- 桑田佳祐:Vocal(#1)、Guitar(#2)
- 大森隆志:Guitar, Chorus(#1,2)
- 原由子:Keyboards, Chorus(#1,2)
- 関口和之:Bass, Chorus(#1,2)
- 松田弘:Drums, Chorus(#1,2)
- 野沢秀行:Percussion, Chorus(#1,2)

## 収録アルバム
| 曲名                                 | 作品名                                    | 備考                                               |
| ------------------------------------ | ----------------------------------------- | -------------------------------------------------- |
| ボディ・スペシャル II (BODY SPECIAL) | 原由子 with サザンオールスターズ          | カセットテープのみでの発売のため、現在は廃盤作品。 |
| ボディ・スペシャル II (BODY SPECIAL) | すいか SOUTHERN ALL STARS SPECIAL 61SONGS | 数量限定商品のため、現在は廃盤。                   |
| ボディ・スペシャル I (BODY SPECIAL)  | 原由子 with サザンオールスターズ          | カセットテープのみでの発売のため、現在は廃盤作品。 |

## ミュージック・ビデオ収録作品
| 曲名                                 | 作品名 |
| ------------------------------------ | ------ |
| ボディ・スペシャル II (BODY SPECIAL) | 未収録 |
| ボディ・スペシャル I (BODY SPECIAL)  | 未収録 |

## ライブ映像作品
| 曲名                                | 作品名                                                                                                  | 備考                                                                                  |
| ----------------------------------- | --- | ------------------------------------------------------------------------------------- |
| ボディ・スペシャルII                | 歌う日本シリーズ 1992〜1993 LIVE at YOKOHAMA ARENA 29th Dec.1992                                        |                                                                                       |
| ボディ・スペシャルII                | すべての歌に懺悔しな!! -桑田佳祐 LIVE TOUR '94-                                                         | 桑田佳祐ソロ名義の作品                                                                |
| ボディ・スペシャルII                | ホタル・カリフォルニア                                                                                  |                                                                                       |
| ボディ・スペシャルII                | 平和の琉歌 〜Stadium Tour 1996 "ザ・ガールズ万座ビーチ" in 沖縄〜                                       | DVD版のエクストラメニュー「Stadium Tour 1996 "ザ・ガールズ万座ビーチ"」に一部のみ収録 |
| ボディ・スペシャルII                | 1998 スーパーライブ in 渚園                                                                             |                                                                                       |
| ボディ・スペシャルII                | シークレットライブ'99 SAS 事件簿 in 歌舞伎町                                                            |                                                                                       |
| ボディ・スペシャルII                | SUMMER LIVE 2003「流石だスペシャルボックス」胸いっぱいの “LIVE in 沖縄” & 愛と情熱の “真夏ツアー完全版” |                                                                                       |
| ボディ・スペシャルII                | 真夏の大感謝祭 LIVE                                                                                     |                                                                                       |
| ボディ・スペシャルII                | おいしい葡萄の旅ライブ –at DOME & 日本武道館-                                                           |                                                                                       |
| ボディ・スペシャル I (BODY SPECIAL) | 未収録                                                                                                  |                                                                                       |